# Chloroclystis decolorata
Chloroclystis decolorata är en fjärilsart som beskrevs av W. Warren 1900. Chloroclystis decolorata ingår i släktet Chloroclystis och familjen mätare. Inga underarter finns listade i Catalogue of Life.